# عيد التناغم العرقي
عيد التناغم العرقي أو يوم التناغم العرقي (بالإنجليزية: Racial Harmony Day) هُو عيد ومُناسبة وطنية في سنغافورة، يُحتفل فيه بنجاح التناغم بين الأعراق المُختلفة في سنغافورة، وأيضا تخليدا لذكرى أحداث الشغب العرقية التي وقعت في 21 يوليو 1964 عندما كانت سنغافورة لا تزال جزءًا من ماليزيا. يُحتفل بهذا اليوم في يوم 21 يوليو من كُل سنة، وتُنظم خلاله المدارس والمنظمات الدينية والشعبية العديد من الأنشطة المُختلفة احتفالا بهاته المُناسبة.

## تاريخ المناسبة
احتُفل بهذا اليوم أول مرة سنة 1997، بمُبادرة من وزارة التعليم السنغافورية، وذلك تخليدا لذكرى أحداث الشغب العرقية التي وقعت في 21 يوليو 1964 عندما كانت سنغافورة لا تزال جزءًا من ماليزيا (1963-1965)، وقد خلفت هاته الأحداث مقتل 23 شخصًا حياتهم وإصابة المئات بجروح خطيرة. ساهمت هاته الأحداث إلى جانب أعمال شغب وحوادث مُجتمعية أخرى خلال فترة الخمسينيات والستينيات من القرن الماضي في انفصال سنغافورة عن ماليزيا في أغسطس 1965.

## المدارس
يُشجع طُلاب المدارس في جميع أنحاء البلاد خلال هذا اليوم على ارتداء الأزياء التقليدية للثقافات الأخرى في سنغافورة مثل زي شيونغسام وباجو كورونغ والساري. كما تُطبخ خلال هذا اليوم الأطباق والمأكولات التقليدية جُزءًا من الاحتفالات. كما تُنظم في هذا الصدد مُنافسات ومُسابقات فيي الألعاب التقليدية مثل لُعبة الخمسة أحجار، ولُعبة النقاط الصفرية، وغيرها. كما تُنظم أيضا أنشطة ثقافية من قبيل الرسوم اليدوية أو الكولام والنقش بالحناء.

## إعلان التناغم الديني
يُشجع الطلاب في المدارس على تلاوة إعلان التناغم الديني خلال الاحتفالات بهذا اليوم.